# Botswana Congress Party
De Botswana Congress Party (Nederlands: Botswaanse Congrespartij; afk.: BCP) is een Botswaanse politieke partij die 1998 ontstond als gevolg van een scheuring binnen het Botswana National Front (BNF). 
De scheuring binnen de gelederen van het BNF leidde tot het uittreden van 11 van de 13 BNF-parlementariërs die samen de nieuwe Botswana Congress Party (BCP) vormden. Als gevolg hiervan nam de BCP de rol van voornaamste oppositiepartij over van het BNF. Bij de algemene verkiezingen van 1999 verloor de BCP op één na al haar parlementszetels, die de BCP bij de verkiezingen in 2004 wist te behouden. In aanloop naar de verkiezingen van 2009 vormde de BCP een politieke alliantie met de Botswana Alliance Movement (BAM). Bij de verkiezingen boekte de BCP haar beste resultaat, te weten 4 zetels (19,2% van de stemmen). In 2010 fuseerden BCP en BAM waarbij de partijnaam van de eerste werd aangehouden.
In 2014 verloor de BCP bij de verkiezingen een zetel in de Nationale Vergadering. In 2019 gingen alle zetels van de partij verloren.
Ideologisch gezien is de BCP een sociaaldemocratische partij.

## Verkiezingsresultaten
| Verkiezingsresultaten | Verkiezingsresultaten | Verkiezingsresultaten |
| Jaar                  | Zetels                | %                     |
| --------------------- | --------------------- | --------------------- |
| 1999                  | 1 / 44                | 11,9 / 100            |
| 2004                  | 1 / 63                | 16,62 / 100           |
| 2009                  | 4 / 63                | 19,15 / 100           |
| 2014                  | 3 / 63                | 20,43 / 100           |
| 2019                  | 0 / 63                | 0,0 / 100             |